# Apolysis acrostichalis
Apolysis acrostichalis är en tvåvingeart som först beskrevs av Axel Leonard Melander 1946.  Apolysis acrostichalis ingår i släktet Apolysis och familjen svävflugor.
Artens utbredningsområde är Kalifornien. Inga underarter finns listade i Catalogue of Life.